# Teslasena femoralis
Teslasena femoralis là một loài bọ cánh cứng trong họ Elateridae. Loài này được Lucas miêu tả khoa học năm 1857.